# Jan Matejko
Jan Alojzy Matejko (Krakov, 24. lipnja 1838. — Krakov, 1. studenog 1893.) bio je poljski slikar, najznačajniji tvorac likovnih djela poljske povijesne i domoljubne tematike.

## Životopis
Matejko je rođen 24. lipnja 1838. u Slobodnom gradu Krakovu.
Njegov otac Franciszek Ksawery Matejko bio je podrijetlom Čeh po zanimanju učitelj glazbe, a majka Joanna Karolina Rossberg bila je rodom na pola Poljakinja, na pola Njemica. Jan je bio deveto od jedanaestero djece.
U mladosti je bio svjedokom Krakovskog ustanka 1846. i austrijske opsade Krakova 1848., dvaju povijesnih događaja koji su označili kraj postojanja Krakova kao slobodnog grada i njegovu ranu mladost. Matejkova dva starija brata sudjelovala su u borbama pod zapovjedništvom generala Jozefa Bema i jedan je brat poginuo u borbi, dok je drugi bio izgnan iz grada. Pohađao je gimnaziju sv. Ane u Krakovu (danas gimnazija "Bartłomiej Nowodworski"), koju je morao napustiti 1851. zbog loših rezultata. Od svojih prvih školskih dana Jan Matejko je pokazivao veliki talent za likovnu umjetnost, ali je imao poteškoća s ostalim gradivom. Nikad nije uspio savladati bilo koji strani jezik.
Usprkos teškoćama u učenju i zahvaljujući svom talentu upisuje se 1852. u Školu lijepih umjetnosti u Krakovu koju pohađa do 1858. Tijekom ovog razdoblja otvara prve izložbe slika povijesne tematike u sklopu Društva prijatelja lijepih umjetnosti. Nakon kraćih pokušaja studija u Münchenu (1859.) i školi austrijskog slikara Hermanna Anschütza u Beču, Matejko se vraća u rodni Krakov, u kojem će nastaviti živjeti i raditi do kraja života.
Godine 1860. Matejko izdaje ilustrirani album "Poljska nošnja od 1200. do 1795." (Ubiory W Polsce), likovni rad koji reflektira njegov veliki interes za povijest svoje domovine i želju buđenja domoljubnih osjećaja u stanovništvu Poljske.
Ova uloga "buditelja nacionalne svijesti" još mu je više pripisana nakon slikanja njegovog vjerojatno najvažnijeg likovnog djela "Stańczyk" (1862. - danas u Varšavskom narodnom muzeju). Stańczyk je dvorska luda kralja Sigmunda I. kojega je oslikao kao autoportret.
Stańczyk simbolizira nacionalnu svijest: tužan sjedi daleko od drugih pripadnika plemstva na slici, jedini koji je svjestan velike tragedije koje će izazvati ratovi protiv Moskve.

## Značajna djela
U tablici niže prikazana su najznačajnija djela Jana Matejka.
| #   | Naslov                                                                                 | Godina        | Tehnika i dimenzije             | Mjesto                      | Ilustracija |
| 1.  | Car Shuyski pred kraljem Sigmundom III. (Carowie Szujscy przed Zygmuntem III)          | 1853.         | ulje na platnu 75.5 cm × 109 cm | Narodni muzej, Wrocław      |             |
| 2.  | Stańczyk                                                                               | 1862.         | ulje na platnu 120 × 88 cm      | Narodni muzej, Varšava      |             |
| 3.  | Skargina propovjed (Kazanie Skargi)                                                    | 1864.         | ulje na platnu 224 × 397 cm     | Kraljevska palača, Varšava  |             |
| 4.  | Rejtan                                                                                 | 1866.         | ulje na platnu 282 × 487 cm     | Kraljevska palača, Varšava  |             |
| 54. | Alkemičar Sędziwój (Alchemist Sędziwój)                                                | 1867.         | ulje na platnu 73 × 130 cm      | Muzej umjetnosti, Łódź      |             |
| 6.  | Lublinski savez (Unia Lubelska)                                                        | 1869.         | ulje na platnu 298 cm × 512 cm  | Lublinski muzej             |             |
| 7.  | Stefan Batory pod Pskovom (Stefan Batory pod Pskowem)                                  | 1872.         | ulje na platnu 322 × 545 cm     | Kraljevska palača, Varšava  |             |
| 8.  | Astronom Kopernik, ili razgovori s Bogom (Astronom Kopernik, czyli rozmowa z Bogiem)   | 1873.         | ulje na platnu 225 × 315 cm     | Collegium Novum             |             |
| 9.  | Ovješenje Sigmundovog zvona (Zawieszenie dzwonu Zygmunta)                              | 1874.         | ulje na platnu 94 × 189 cm      | Narodni muzej, Varšava      |             |
| 10. | Smrt kralja Przemysła II. (Śmierć króla Przemysła II)                                  | 1875.         |                                 | Moderna galerija, Zagreb    |             |
| 11. | Grunwaldska bitka (Bitwa pod Grunwaldem)                                               | 1878.         | ulje na platnu 426 × 987 cm     | Narodni muzej, Varšava      |             |
| 12. | Poljska - godina 1863. (Polonia - Rok 1863)                                            | 1879.         | ulje na platnu 156 × 232 cm     | Czartoryski Museum, Krakov  |             |
| 13. | Prusko poklonstvo (Hołd pruski)                                                        | 1880. – 1882. | ulje na platnu 388 × 875 cm     | Narodni muzej, Krakov       |             |
| 14. | Jan III. Sobieski pod Bečom (Jan III Sobieski pod Wiedniem)                            | 1883.         |                                 | Vatikanski muzeji           |             |
| 15. | Wernyhora                                                                              | 1883. – 1884. | ulje na platnu 290 × 204 cm     | Narodni muzej, Kraków       |             |
| 16. | Utemeljenje Lubrańske akademije u Poznanu (Założenie Akademii Lubrańskiego w Poznaniu) | 1886.         |                                 | Narodni muzej, Poznań       |             |
| 17. | Djevica orleanska (Dziewica Orleańska)                                                 | 1886.         | ulje na platnu 484 x 973 cm     | Narodni muzej, Poznan       |             |
| 18. | Bitka kod Racławice (Bitwa pod Racławicami)                                            | 1888.         | ulje na platnu 450 × 890 cm     | Narodni muzej, Krakov       |             |
| 19. | ciklus Povijest poljske civilizacije (Dzieje cywilizacji w Polsce)                     | 1888. – 1889. |                                 |                             |             |
| 20. | Krštenje Litve (Chrzest Litwy)                                                         | 1888.         | ulje na platnu 60 × 115.5 cm    | Narodni muzej, Varšava      |             |
| 21. | Pokrštavanje (Poljske) (Zaprowadzenie chrześcijaństwa)                                 | 1889.         | ulje na dasci 79 × 120 cm       | Narodni muzej, Varšava      |             |
| 22. | ciklus Družina kraljeva i princeza u Poljskoj (Poczet królów i książąt polskich)       | 1890. – 1892. |                                 |                             |             |
| 23. | Ustav 3. svibnja 1791. (Konstytucja 3 Maja 1791 r.)                                    | 1891.         | ulje na platnu 247 cm × 446 cm  | Kraljevska palača, Varšava  |             |
| 24. | Car Szujscy pred kraljem Sigmundom III. (Carowie Szujscy przed Zygmuntem III)          | 1892.         | ulje na dasci 42 cm × 63 cm     | Kuća Jana Matejka u Krakovu |             |
| 25. | Autoportret                                                                            | 1892.         | ulje na platnu 160 cm × 110 cm  | Narodni muzej, Varšava      |             |
| 26. | Zakletva Jana Kazimierza (Śluby Jana Kazimierza)                                       | 1893.         | ulje na dasci 315 cm × 500 cm   | Narodni muzej, Wrocław      |             |

## Vanjske poveznice
- "Odjeća i nošnja..." iz zbirke Jana Matejka (poljski), pristupljeno 12. srpnja 2014.
- "Umjetnici škole Jana Matejka", pristupljeno 12. srpnja 2014.
- Galerija slika s poveznicom na životopis, pristupljeno 12. srpnja 2014.
- www.Jan-Matejko.org  Arhivirana inačica izvorne stranice od 30. prosinca 2020. (Wayback Machine) Virtualna galerija Jana Matejka - 64 slike., pristupljeno 12. srpnja 2014.
- Galerija slika, pristupljeno 12. srpnja 2014.
- Galerija Wawel, pristupljeno 12. srpnja 2014.
- Umjetnost Jana Matejka na malarze.com, pristupljeno 12. srpnja 2014.
- Matejkova Galerija poljskih kraljeva, pristupljeno 12. srpnja 2014.
- Jan Matejko na culture.pl  Arhivirana inačica izvorne stranice od 26. studenoga 2012. (Wayback Machine), pristupljeno 12. srpnja 2014.